# SMPlayer
SMPlayer é um front-end gráfico multiplataforma para o MPlayer e forks do MPlayer, usando GUI widgets oferecidos pelo construtor de interfaces e biblioteca Qt. SMPlayer é software livre e de código aberto, sujeito aos termos da licença GNU General Public License versão 2 ou posterior.

## Características
- Relembra configurações e posição de cada arquivo tocado
- Filtros de áudio e vídeo, além do equalizador
- Capacidade de tocar em múltiplas velocidades
- Playlists
- Legendas configuráveis, busca legendas na Internet.
- Rádio
- TV[4]
- Navegador do YouTube
- Skins
- Traduzido em mais de 30 línguas

## Pacotes
SMPlayer é construído com Qt e é baseado no MPlayer. Isso torna facilmente portável, já que MPlayer e Qt já estão disponíveis para a maioria dos sistemas operacionais. Os sistemas operacionais para os quais o SMPlayer ainda não foi portado, existe alguma possibilidade de rodar a aplicação através de compatibilidade binária com qualquer Unix, GNU/Linux ou derivados.
Em adição aos pacotes Windows, pacotes binários oficiais são fornecidos para o Ubuntu. Muitas distribuições fornecem pacotes em seus repositórios.
Para FreeBSD, SMPlayer está disponível para instalação por código-fonte via ports tree e também disponível como pacotes binários para a maioria dos lançamentos do FreeBSD.
OpenBSD também fornece pacotes binários e está disponível em seus coleções ports.
SMPlayer não está disponível ainda no NetBSD ou no DragonFly BSD, seja em formato binário ou pkgsrc. NetBSD deve ser capaz de rodar binários do FreeBSD sem muitas dificuldades.

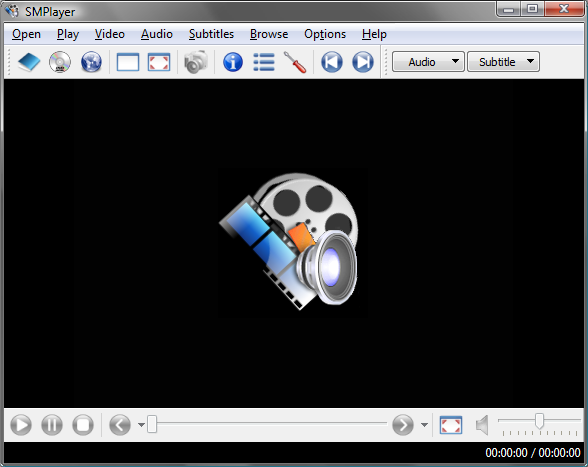
SMPlayer 0.6.7 rodando no Vista

### Windows
Desde a versão 0.6.7, SMPlayer é distribuído com o instalador NSIS (anteriormente Inno Setup). O instalador é capaz de fazer download e instalação da última versão do MPlayer e do pacote de codecs do MPlayer durante a instalação; mesmo assim um instalador alternativo está disponível com o MPlayer pré-incluído para instalações off-line.
Versões "portáteis" (sem instalador) também estão disponíveis no formato PortableApps. Um desenvolvedor independente (doom9) oferece diferentes pacotes para Windows baseado nos binários do MPlayer portados por Gianluigi Tiesi.

### Forks
- UMPlayer oferece integração com streams SHOUTcast e suporte para Mac OS X.[9][10][11] O FAQ do SMPlayer FAQ aconselha aos usuários do UMPlayer de que as mesmas características estão sendo introduzidas e que o SMPlayer é mais frequentemente atualizado.[12]
- SMPlayer2: Um fork abandonado mirando usuários do mplayer2 (desde 2014 substituído pelo SMPlayer com mpv).[13][14]